# بلاييا (أيتوليا كي أكارنانيا)
بلاييا (Πλαγιά) هي قرية شبه جبلية في الوحدة الإقليمية أيتوليا كي أكارنانيا على ارتفاع 200 متر.

## الجغرافيا - التاريخ
تقع بلاييا في الطرف الشمالي الغربي من أيتوليا كي أكارنانيا، بالقرب من معبر البحر مع ليفكادا. تقع 30 كم جنوب غرب فونيتسا و 11 كم من مدينة ليفكادا. تم ذكر القرية إلى جانب بوغونيا وسكلافينا رسميًا لأول مرة في عمل كاتب عدل أغياس مافراس تزيرباني بتاريخ 30 مايو 1692. وعلى مسافة حوالي كيلومتر في الجنوب الغربي هناك بقايا حصن لمدينة قديمة مع أكروبوليس وجدار ثماني يعود تاريخه إلى القرن الخامس ق م. يحتوي الجدار على 11 برج مستطيل وبوابة واحدة على الأقل. يوجد داخل الحصن قلعة فينيسية تسمى أجيوس جورجيوس تم بناؤها في نهاية القرن السابع عشر (1806 إلى 1807) وهي مثال نموذجي على هندسة تلك الفترة. تم إعلانها منطقة محمية منذ عام 1969. إلى جانب قلعة غريفاس أو بيراتياس المجاورة، وتم بناؤها من قبل علي باشا خلال الفترة التي حاصر فيها ليفكادا. تعتبر مناطق الجذب المجاورة في الشمال الشرقي هي القرية القديمة (باليا بلايا) و "قلعة بلاجيا"، والتي يعتقد أنها كانت جزءًا من مجمع ستيرنا المحصن.

## إداريا
تم ذكر بلاجيا رسميًا في عام 1836 على أنها تابعة لبلدية زافيردا آنذاك (باليروس). في عام 1912، تم إنشاء كومونة بلايياس وتم تعريف المستوطنة بأنها مقرها. وفقًا لخطة كاليكراتيس، فهي تشكل مع إلى جانب أموسا وباليا بلايا كومونة بلايا المحليى التي تنتمي إلى الوحدة البلدية باليروس في بلدية أكتيو فونيتسا. ووفقًا لتعداد عام 2011، بلغ عدد سكان الكومونة 899 نسمة، بينما عدد سكان المستوطنة 822 نسمة.